# Miguel Villalta
Miguel Villalta Hurtado (Cusco, 16 de junio de 1981) es un exfutbolista peruano. Jugaba de defensa central y tiene 43 años.

## Trayectoria
Debutó el año 2000 en el Cienciano, en el año 2001 llegó a Club Sporting Cristal, el año 2002 tuvo más oportunidades en el primer equipo de bajo el comando técnico de Paulo Autuori después que cinco jugadores fueron separados, esa temporada hizo su debut en la Copa Libertadores; a fin de ese año obtuvo su primer campeonato en el torneo peruano. Allí adquirió la experiencia necesaria con jugadores como Jorge Soto, Erick Torres, Roberto Palacios, Flavio Maestri, Luis Alberto Bonnet, Julinho entre otros.
En el año 2003 juega su segunda Copa Libertadores, luego sale campeón del Torneo Apertura; al año siguiente juega su tercera Copa Libertadores. Luego se consagra campeón del Torneo Clausura 2004. En el año 2005 jugó su cuarta Copa Libertadores con el cuadro rimense y a finales de año obtiene nuevamente un campeonato nacional, ganando la final al Cienciano en la ciudad de Arequipa, siendo este su segundo título con el equipo bajopontino. A mediados del 2006 realiza la pretemporada con el Lech Poznań de Polonia, sin embargo debido a una lesión no se concretó el fichaje.
Al siguiente año emigra a Cienciano y en 2007 regresa a Club Sporting Cristal, tras un frustrado pase al Dinamo Bucarest de Rumania. Villalta jugaría en el equipo rimense hasta mediados del año 2010. Acabó su carrera en Atlético Minero el año 2014.

## Clubes
| Club             | País | Año         |
| ---------------- | ---- | ----------- |
| Cienciano        | Perú | 1999 - 2000 |
| Sporting Cristal | Perú | 2001        |
| Juan Aurich      | Perú | 2001        |
| Sporting Cristal | Perú | 2002 - 2005 |
| Cienciano        | Perú | 2006        |
| Sporting Cristal | Perú | 2007 - 2010 |
| FBC Melgar       | Perú | 2011        |
| Cienciano        | Perú | 2012        |
| José Gálvez FBC  | Perú | 2013        |
| Atlético Minero  | Perú | 2014        |

### Copas internacionales
| Título     | Equipo             | País | Año  |
| ---------- | ------------------ | ---- | ---- |
| Copa Kirin | Selección nacional | Perú | 2005 |